# Хечуашвили, Гиго Гаспарович
Гиго (Григорий) Гаспарович Хечуашвили (груз. გიგო ხეჩუაშვილი, псевдоним — Тедзмисхевели, 14 августа 1879 года, деревня Ахалкалаки — 1961) — грузинский советский поэт и писатель-драматург.

## Биография
Из рабочей семьи.
Писал стихи «Паата», «Руизан», «Герой Грузии», «Двадцать братьев», рассказы: «Свадьба Дурлямант», «Симеона Буджиашвили», «Кавкарни», «Извержение», «Реверс», «Три раза», «Беруас Никола», «Чай Резо», «Гогиант Накал», драматические произведения: «Рабочий-волк», «Милый», «Невинность», этюды, детские рассказы.
В 1923 году в Тбилисском государственном театре оперы и балета был торжественно отмечен юбилей рабочего-писателя.